# Claire Voyant (gruppo musicale)
I Claire Voyant sono una band dream pop statunitense di Sacramento (California). Il trio faceva all'inizio parte di una band composta da 5 membri che era chiamata Murmur, che era composta da differenti creatività. Il loro debutto nel 1995, con l'album Claire Voyant, fu seguito da altri tre album in studio, ognuno dei quali ha introdotto nuovi elementi, facendo di ognuno un lavoro distinto per la propria particolarità. Attualmente sono sotto contratto con la Metropolis Records; il loro ultimo lavoro è uscito nel settembre 2009, ed è intitolato Lustre.
La cantante Victoria Lloyd contribuisce anche all'electropop degli HMB e Mono Chrome. Chris Ross lavora anche con gli HMB.

## Murmur e Claire
Prima della formazione dei Claire Voyant, i tre membri facevano parte di un'altra band chiamata Murmur. La band capì che Chris Ross poteva fare tutto quello che faceva il bassista ed il batterista (e anche di più) con un sintetizzatore e una drum machine, così il trio lasciò i Murmur per formare la loro propria band. Ebbero difficoltà a trovare un nome nuovo; molte delle idee che gli erano venute in mente erano già state prese, di solito da non estinte one-hit wonder. Finalmente, Victoria Lloyd ebbe l'idea del nome "Claire Voyant" da un fumetto degli anni Quaranta. La band ebbe la sensazione che il nome fosse appropriato alla musica che facevano e gli piaceva come suonava.
Pubblicarono il loro debut nel 1995 per la loro etichetta indipendente, Nocturne. Poi mandarono l'album alla Projekt records, che lo passò all'etichetta tedesca Hyperium Records. Hyperium mise la canzone dei Claire Her nella compilation Heavenly Voices IV, ciò fece molta pubblicità ai Claire in Europa.
Hyperium ripubblicò l'album, e andò a distribuire l'album seguente, Time and the Maiden nel 2001.
Il terzo album, Love is Blind, fu pubblicato nel 2002 per l'etichetta indipendente di Filadelfia Metropolis, che aveva già ripubblicato Time and the Maiden con bonus track per il mercato americano. Nel settembre 2009, dopo oltre due anni di rinvii, è stato pubblicato Lustre con la Metropolis Records, che è attualmente l'ultimo lavoro della band.

## Formazione
- Victoria Lloyd - voci e testi
- Chris Ross - tastiere e programmazione
- Ben Fargen - chitarre
- Garin Casaleggio - percussioni

## Discografia

### Album in studio
- 1995 - Claire Voyant
- 1998 - Time and the Maiden
- 2002 - Love Is Blind
- 2009 - Lustre

### Raccolte
- 2000 - Time Again